# Frente Olmedo Gobernador
El Frente Olmedo Gobernador u Olmedo Gobernador fue una alianza política de Argentina Creada en 2019 para competir en las elecciones correspondientes. El frente estuvo compuesto por el partido Ahora Patria, Unión Cívica Radical, Partido Salta Independiente y el Partido Renovador de Salta.

## Propuestas y posiciones políticas
El candidato Alfredo Olmedo reiteró las fórmulas por las cuales es conocido. Plantear acabar con la corrupción, ordenar la provincia, invertir en educación y afirmar que “el trabajo dignifica a las personas”, fue el principal punto en toda su campaña. Las primeras medidas que propuso refieren a la idea de “ordenar la provincia”. En donde nos plantea el orden institucional de los tres poderes: Legislativo, Ejecutivo y Judicial. Y dejando claro que el Poder Judicial, mantenga una independencia real. En el plano legislativo, consideró que se debe unir la Cámara de Senadores y diputados a una sola. “Hay que bajar el costo de la política”, dijo. Acercándose a las propuestas actuales de los libertarios. Con el objetivo de repercutir fuerte en los jóvenes, se comprometió a invertir en educación. Para aquellos jóvenes que no estudien ni trabajen, retomó la propuesta de implementar el servicio militar obligatorio , iniciativa certeramente rechazada por amplio consenso.  Refiriéndose al expresidente  Mauricio Macri destacó “cosas que institucionalmente las llevo bien, pero quebró las economías regionales con sus políticas económicas”.
Con respecto al  entonces presidente de Argentina Alberto Fernández dijo estar en desacuerdo en torno a su ideología de índole progresista. “Estoy en contra del aborto, pero sé respetar lo que el pueblo dijo en las urnas”. - dijo en declaraciones por entonces -  Agregó que mantenía un contacto directo con Fernández y que seguiría el diálogo, “siempre y cuando respete la institucionalidad de nuestra provincia”.

## Resultados electorales
| Año  | Fórmula        | Fórmula        | Votos  | %     | Resultado |
| Año  | Gobernador     | Vicegobernador | Votos  | %     | Resultado |
| ---- | -------------- | -------------- | ------ | ----- | --------- |
| 2019 | Alfredo Olmedo | Miguel Nanni   | 53.753 | 17,77 | No electo |